# Język bomboli
Język bomboli, także bombingo – zagrożony wymarciem język z rodziny bantu, używany w DR Kongo w Prowincji Równikowej.
W klasyfikacji Guthriego zaktualizowanej przez J.F. Maho język bomboli zaliczany jest do języków ngondi grupy geograficznej języków bantu C a jego kod to C161.